# Rolf Geyling
Rolf Geyling (* 7. Juni 1884 in Wien, Österreich-Ungarn; † 1. August 1952 in Tientsin, Provinz Hebei, Volksrepublik China) war ein österreichischer Ingenieur und Architekt.

## Leben
Geyling stammt aus einer katholischen Familie, die sich bereits seit Generationen mit der Malerei und besonders der Glasmalerei befassten. Sein Vater Rudolf Geyling und besonders sein Bruder Remigius Geyling waren als Maler bekannt. Er studierte in den Jahren von 1909 bis 1911 an der Akademie der bildenden Künste Wien unter anderem bei Otto Wagner. 1910 legte er die Zweite Staatsprüfung an der Technischen Hochschule Wien ab und begann 1910 bereits als Architekt bei der Firma Janesch & Schnell in Wien. Für die städtischen Verkehrsbetriebe Wien, heute Wiener Linien, entwarf er sowohl Wartehallen als auch Bediensteten-Wohnhäuser und Betriebsbahnhöfe in zwei Wiener Bezirken. 1912 ging er nach Rumänien und baute in Bukarest eine Fertigteilfabrik für Holzzement- und Betonfertigteile auf. Er heiratete dort die Tochter eines Bauunternehmers, Hermine Schmidts. Das Paar hatte drei Kinder, von denen das erste bereits 1916 starb.
Mit Ausbruch des Ersten Weltkriegs versah Geylng seinen Dienst als Artillerist, kam jedoch bereits 1915 in russische Kriegsgefangenschaft. Er verbrachte seine Gefangenschaft in Sibirien, wo er in den Lagern Dauria und Antipicha technische Kurse abhielt und architektonische Skizzen anfertigte. 1918 wurde er als Gefangener nach Wladiwostok verlegt und konnte dort als Architekt tätig sein. Er plante dort sowohl den Ausbau des Lagers als auch Miet- und Privathäuser. 1920 gelang ihm mit gefälschten Papieren die Flucht nach China. Endpunkt der Flucht war der Badeort Peitaiho nordöstlich von Tientsin, wo er in den nächsten Jahren den Städtebaulichen Ausbauplan erstellte als auch Hotels und Villen plante.
1920 gründete er mit deutschen Partnern als Chefarchitekt die Firma Yuen Fu Co in Tientsin. Er reiste in seine Heimat, um seine Frau nach China zu holen und wurde zum österreichischen Honorar-Vizekonsul in Tientsin bestellt.
Die Baufirma Geyling und Skoff aus Tientsin war bis 1929 bei verschiedenen Projekten in Nordostchina tätig. 1929 machte er sich selbstständig und war gleichzeitig bis 1934 an der Kung Shang Universität in Tientsin als Lehrbeauftragter für Statik, Eisenbetonbau und Entwürfe tätig. 1931 verlieh ihm das Österreichische Außenministerium den Titel Baurat h.c.
Nach der Machtübernahme durch die Kommunisten in China wurde Geyling 1949 enteignet, er blieb jedoch in China und versuchte bis zu seinem Tode 1952 eine Rehabilitierung zu erreichen. Seine Witwe musste bei ihrer Ausreise im gleichen Jahr sämtliches Archivmaterial über rund 250 Projekte zurücklassen, von denen jedoch heute noch ein Teil existiert. Im Modern Tienjian and World Museum in der Stadt seines Wirkens wird seit 2002 auf seine Tätigkeit hingewiesen.

## Werke
- 1911: Boots- und Clubhaus Normannen, Normannengasse 2, Klosterneuburg, Niederösterreich.
- 1911/1912: Bedienstetenwohnhäuser und Betriebsbahnhof (Remise) Hernals der Wiener Verkehrsbetriebe, Wien 17.
- 1911/1912: Bedienstetenwohnhäuser und Betriebsbahnhof der Wiener Verkehrsbetriebe, Wien 12, Koppreitergasse 5.
- 1913/1914: Repräsentationshaus und Hotel, Böhmische Brauerei, Pilsen, Böhmen.
- 1913/1914: Hotel Imperial, Bukarest, Rumänien - zerstört.
- 1920 und später: Hotels, Villen usw. im Badeort Peitaiho, China.
- 1921/1952: Zahlreiche Villen, Miet-, Büro- und Geschäftshäuser in Tientsin, China.
- 1921–1922: Universität Dung bei Da Hue in Mukden, Provinz Liaoning, Mandschurei, China.
- 1925/1926: Hauptbahnhof in Dairen, China.
- 1925/1926: Hochwasser-Abfanganlagen in Bei Tsang, China.
- 1926: Deutsch-Amerikanisches Krankenhaus in Tientsin, China.

### Nicht realisierte Projekte
- vor 1929: Gedenkhalle für Dr. Sun Yat-Sen.
- 1930: Evangelische Kirche in Shanghai, China.